# 燕巣区

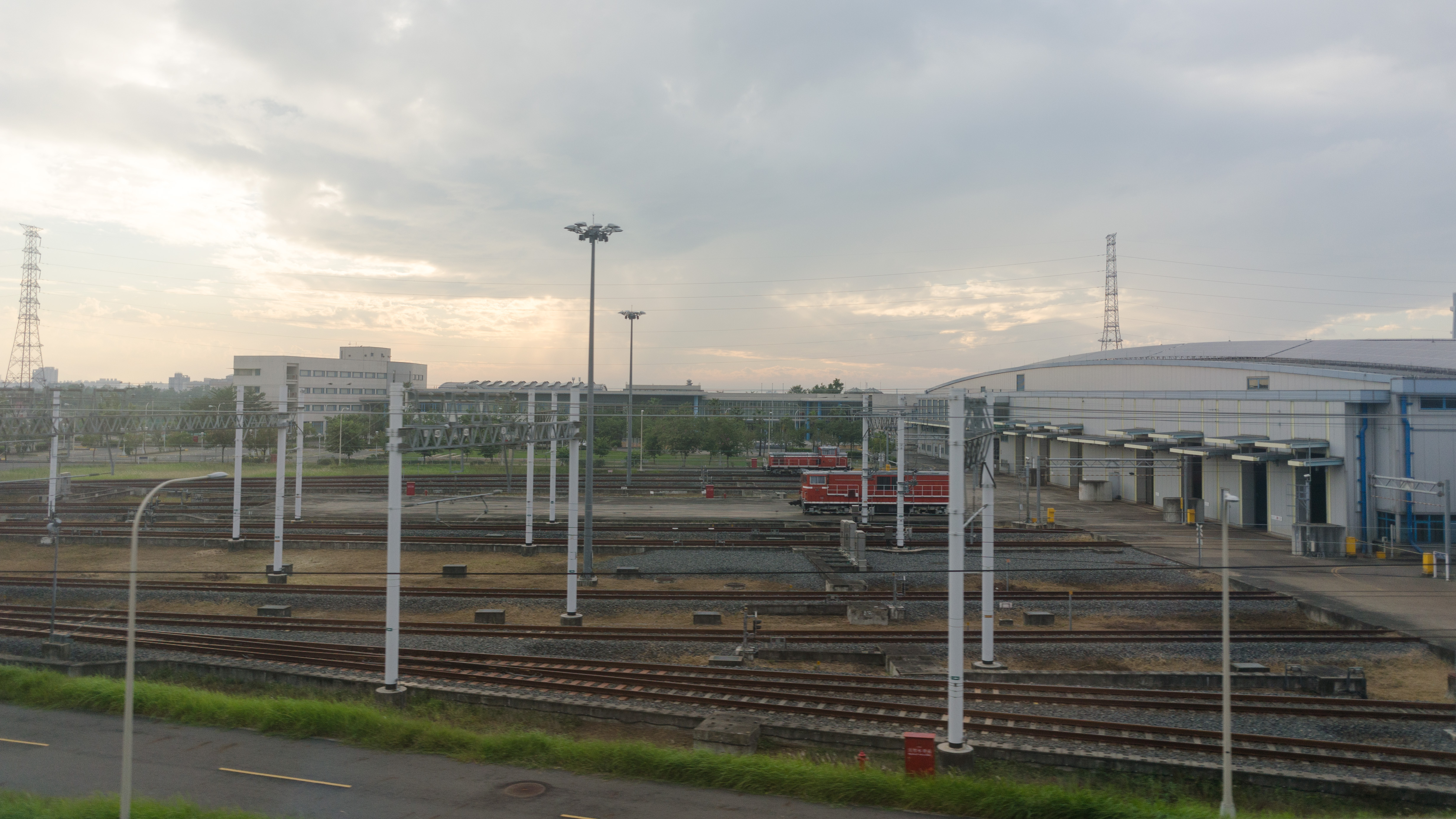
台湾高速鉄道燕巣総合車両工場

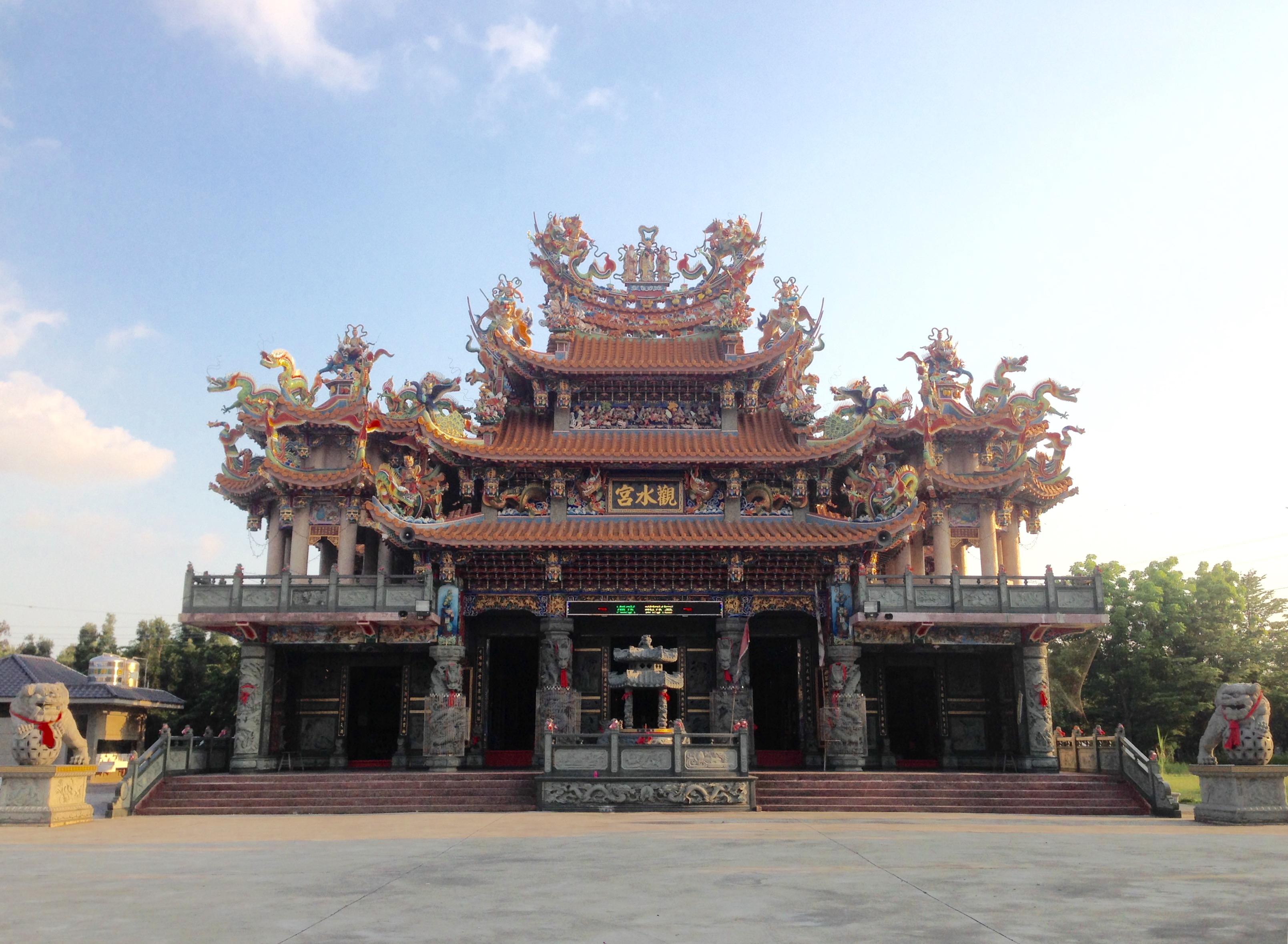
滾水観水宮

燕巣区（イエンチャオ/えんそう-く）は、高雄市の市轄区。

## 地理
燕巣区は高雄市西部に位置し、北は田寮区、岡山区と、東は旗山区と、西は橋頭区と、西南は楠梓区と、東南は大樹区と、南は大社区とそれぞれ接している。地勢は平原に位置しているが、泥火山、裸岩、滝などが点在するなど地理条件には恵まれていない。熱帯モンスーン気候に属し、年間平均気温は23～25℃、年間降水量は1,800mmである。

## 歴史
燕巣は古くは平埔族の一派である馬卡道族大傑巓社の居住地であった。「燕巣」の旧称である「援剿」の由来は2説あり、1つは鄭氏政権時代に援剿中鎮、援剿右鎮の2部隊がこの地に入植したことに由来するとされている。日本統治時代の1920年の台湾地方改制の際、「援剿」を日本語で同音かつ良字である「燕巣」と正式に改称し「燕巣庄」を設置、高雄州岡山郡の管轄とした。台湾の中華民国への編入後は高雄県燕巣郷に改編、2010年12月25日の高雄県に高雄市が編入されたことに伴って燕巣区となり現在に至る。

## 行政区
| 里                                                                                     |
| -------------------------------------------------------------------------------------- |
| 東燕里、南燕里、西燕里、尖山里、金山里、深水里、横山里、鳳雄里、角宿里、安招里、瓊林里 |

| 燕巣区行政区画                                                                         |
| 金山里 尖 山 里 西 燕 里 東 燕 里 南燕里 安招里 瓊林里 角 宿 里 深 水 里 橫山里 鳳雄里 |

## 歴代区長
| 代 | 氏名 | 退任日 |
| -- | ---- | ------ |

## 教育

### 大学
- 国立高雄師範大学燕巣キャンパス
- 国立高雄科技大学燕巣キャンパス、第一キャンパス
- 樹徳科技大学

### 高級中学
- 明陽中学

### 国民中学
- 高雄市立燕巣国民中学

### 国民小学
| - 高雄市燕巣区燕巣国民小学 - 高雄市燕巣区安招国民小学 - 高雄市燕巣区金山国民小学 | - 高雄市燕巣区深水国民小学 - 高雄市燕巣区横山国民小学 - 高雄市燕巣区鳳雄国民小学 |

## 交通
| 種別 | 路線名称                   | その他   |
| ---- | -------------------------- | -------- |
| 国道 | 国道3号 フォルモサ高速道路 | 燕巣JCT  |
| 国道 | 国道10号 高雄支線          | 燕巣IC   |
| 省道 | 台22線                     | 旗楠公路 |
| 市道 | 市道186号                  |          |

## 観光

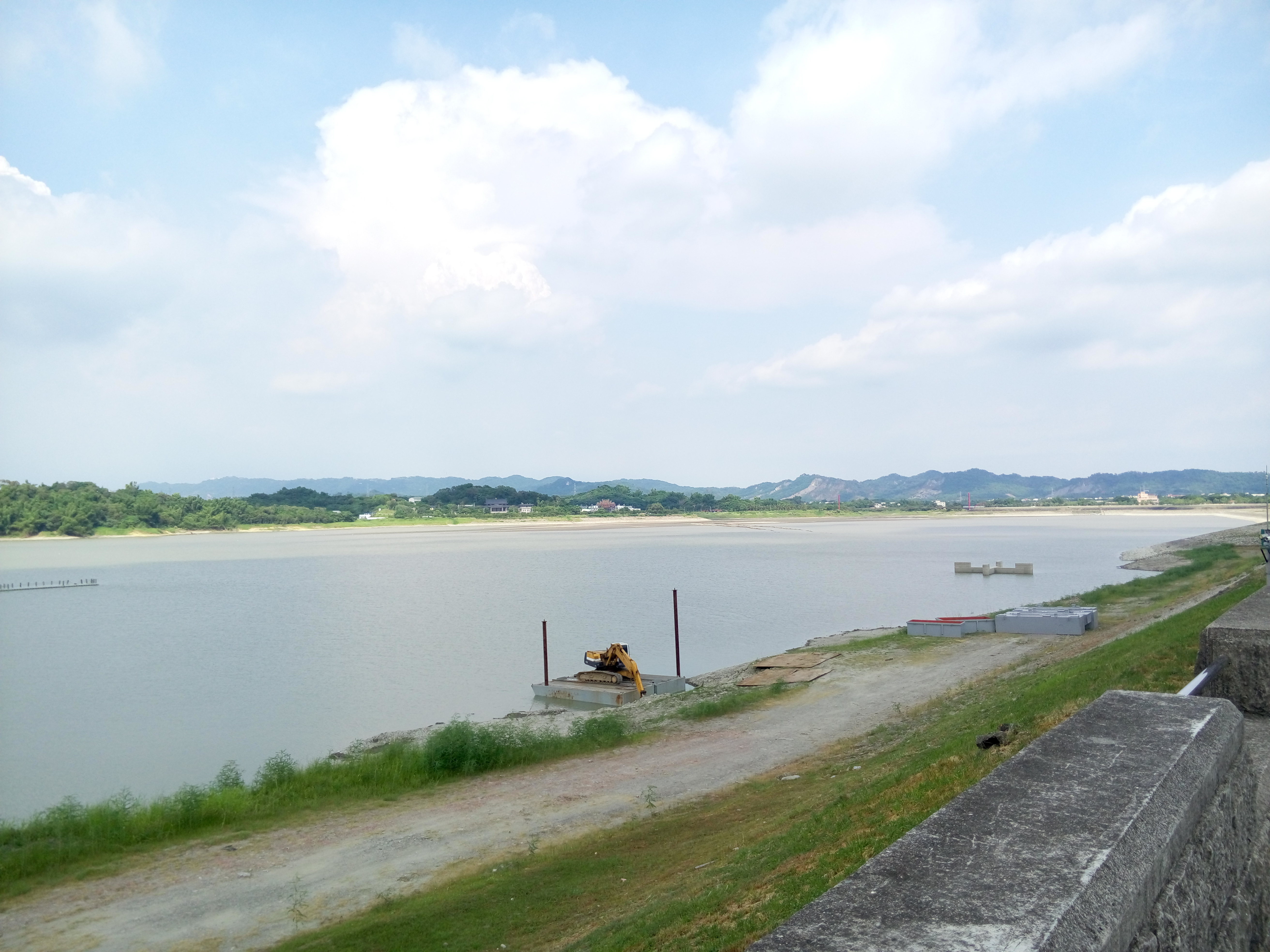
岡山区側から望む阿公店ダム湖と対岸の燕巣区

- 烏山頂泥火山自然景観保護区
- 滾水坪泥火山
- 新養女湖
- 嫦娥谷
- 鶏冠山
- 崎溜瀑布
- 阿公店ダム